# Беркер (Долина Аосте)
Беркер је насеље у Италији у округу Долина Аосте, региону Долина Аосте.
Према процени из 2011. у насељу је живело 25 становника. Насеље се налази на надморској висини од 856 м.